# Mi hija Hildegart
Mi hija Hildegart es una película de 1977 dirigida por Fernando Fernán Gómez, con guion del propio director y Rafael Azcona, a partir de un guion basado en el libro Aurora de sangre, de Eduardo de Guzmán, que narra una historia real ocurrida en la España republicana.

## Argumento
En el Madrid de 1933, Aurora Rodríguez Carballeira (Amparo Soler Leal), que sufría paranoia, se pone en manos de la Justicia tras asesinar a su hija Hildegart Rodríguez Carballeira (Carmen Roldán) de tres tiros en la cabeza y uno en el corazón mientras dormía en su cama.
Aurora, feminista convencida, había decidido engendrar a la mujer perfecta, en provecho de la causa liberadora de la mujer. Educada bajo una férrea disciplina desde la más temprana edad, Hildegart es ya a los 18 años una celebridad en los ambientes intelectuales y revolucionarios no sólo madrileños, llegando incluso a cartearse con Sigmund Freud. Sin embargo, Aurora ve cómo su hija escapa paulatinamente a su control, llegando incluso a enamorarse.

## Reparto
- Amparo Soler Leal como Aurora.
- Carmen Roldan como Hildegart.
- Manuel Galiana como Eduardo Guzmán.
- Carlos Velat como López Lucas.
- Pedro Díez del Corral como Villena.
- José María Mompín como el fiscal.
- Guillermo Marín como el presidente del Tribunal.[4]